# Chris Durkin
Christopher James Durkin (Hampton, Virginia, 8 de febrero de 2000) es un futbolista profesional estadounidense. Juega de centrocampista y su equipo es el St. Louis City S. C. de la Major League Soccer.

## Trayectoria
Después pasar por las inferiores del Richmond Kickers y el D. C. United, Durkin firmó su primer contrato profesional con el Richmond Kickers el 27 de marzo de 2015. Debutó con el club en un encuentro amistoso contra el West Bromwich Albion Football Club de la Premier League.
El 14 de junio de 2016, D. C. United lo fichó como jugador para las categorías inferiores, debutando al día siguiente en la cuarta ronda de la Lamar Hunt U.S. Open Cup contra el Fort Lauderdale Strikers.
El 3 de marzo de 2018 hizo su debut en la Major League Soccer contra el Orlando City, como sustituto en el minuto 73 por Yamil Asad.
Fue clasificado en el lugar 22 de los talentos jóvenes (sub-22) de la MLS 2018.
El 30 de agosto de 2019 el Sint-Truidense logró su cesión hasta final de temporada. El 7 de mayo de 2020 el conjunto belga anunció su adquisición en propiedad, y permaneció en el club hasta que en marzo de 2022 regresó al D. C. United. Esta segunda etapa en el club finalizó tras la temporada 2023 para marcharse a St. Louis City S. C.

## Internacional
Durkin Jugó por la selección de Estados Unidos sub-17 en el Campeonato Sub-17 de la Concacaf de 2017 y en la Copa Mundial de Fútbol Sub-17 de 2017.
Durkin fue parte del plantel de la selección de Estados Unidos sub-20 que jugó la Copa Mundial de Fútbol Sub-20 de 2019.

## Clubes
| Club                        | País           | Año       |
| --------------------------- | -------------- | --------- |
| Richmond Kickers            | Estados Unidos | 2015      |
| D. C. United                | Estados Unidos | 2016-2020 |
| Richmond Kickers (préstamo) | Estados Unidos | 2016-2017 |
| Sint-Truidense (préstamo)   | Bélgica        | 2019-2020 |
| Sint-Truidense              | Bélgica        | 2020-2022 |
| D. C. United                | Estados Unidos | 2022-2023 |
| St. Louis City S. C.        | Estados Unidos | 2024-     |